# Richard Stengel

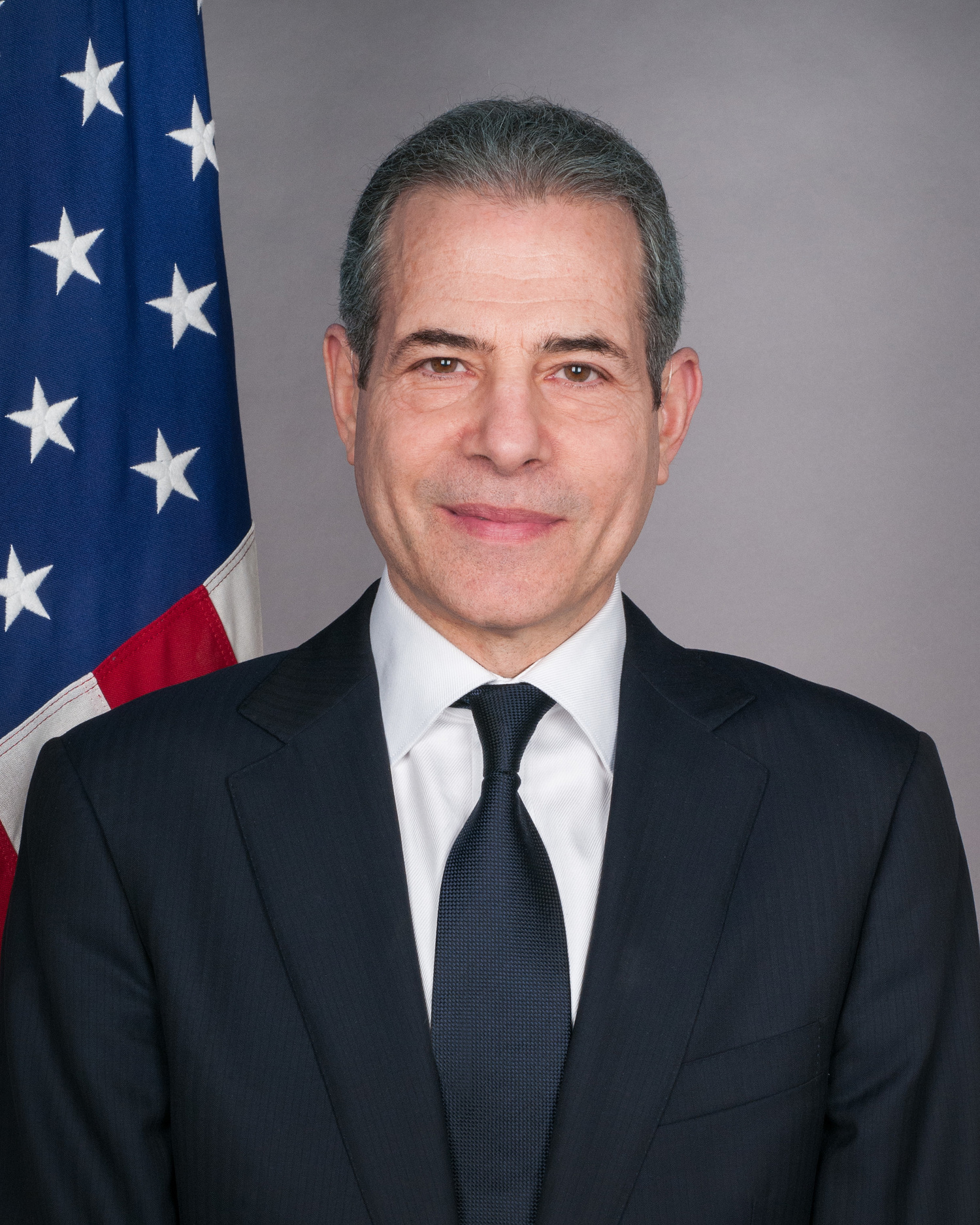
Richard Stengel (2014)

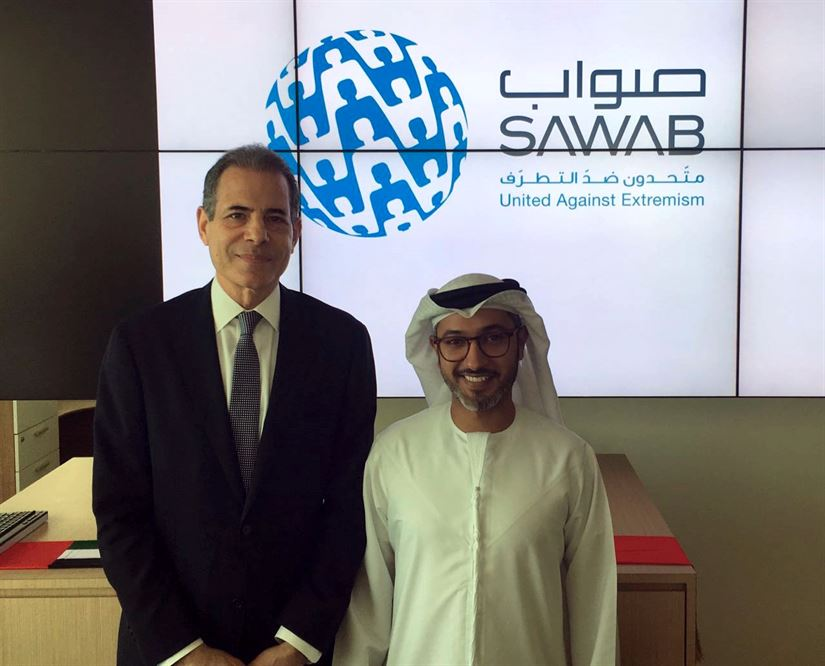
Stengel im Sawab Center in Abu Dhabi zur Unterstützung der Allianz gegen den Islamischen Staat (IS) (2016)

Richard Stengel (* Mai 1955 in New York City) ist ein amerikanischer Journalist und Diplomat. Von Februar 2014 bis Dezember 2016 war er Under Secretary of State for Public Diplomacy and Public Affairs der Vereinigten Staaten.

## Leben
Von 1992 bis 1994 arbeitete Stengel mit Nelson Mandela an dessen Autobiographie Der lange Weg zur Freiheit und begleitete später als Koproduzent den Dokumentarfilm Mandela, der 1996 für einen Oscar nominiert wurde.
Als Rhodes-Stipendiat studierte Stengel am Christ Church College in Oxford. Sein Studium an der Princeton University schloss er 1977 magna cum laude ab.
Ab 1981 arbeitete er für das TIME Magazine, mit einer kurzen Unterbrechung als Redenschreiber für die Präsidentschaftskandidatur von Bill Bradley 1999. Ab 2000 war Stengel Chef vom Dienst bei Time, ab 2006 geschäftsführender Redakteur. Diesen Posten behielt er, bis er 2014 in die Dienste des US-Außenministeriums wechselte. Dort trat er als Abteilungsleiter für Öffentlichkeitsarbeit die Nachfolge von Tara Sonenshine an. In seine Amtszeit fielen der Ukraine-Konflikt und zunehmende russische Propaganda; Stengel erklärte: “Opinions, however odious, are defensible speech in a way that false claims are not. RT is a distortion machine, not a news organization.” Nach dem Wahlsieg von Donald Trump erklärte Stengel seinen Rücktritt.

## Werke (Auswahl)
- Information Wars: How We Lost the Global Battle Against Disinformation and What We Can Do about It (2020), ISBN 978-0-8021-4942-8
- The United States Constitution: The Essential User’s Guide (2012), ISBN 978-1-60320-999-1
- Mandela’s Way: Lessons for an Uncertain Age (2010), ISBN 978-0-307-46068-4
- Nelson Mandela: Portrait of an Extraordinary Man (2010), ISBN 978-1-905264-77-3